# Водяницкий, Владимир Алексеевич
Владимир Алексеевич Водяницкий (24 декабря 1892  [5 января 1893], Константиноград, Полтавская губерния — 30 ноября 1971, Севастополь) — советский биолог, член-корреспондент АН УССР (1957).

## Биография
Родился 24 декабря 1892 (5 января 1893) года в дворянской семье в г. Константиноград (ныне — Красноград Харьковской области).
После окончания Харьковского реального училища в 1904 году поступил в Харьковский технологический институт, через год перешел на естественное отделение физико-математического факультета Императорского Харьковского университета, который окончил в 1916 году. В 1914 году начал вести практические занятия по зоологии в Сельскохозяйственном институте и на педагогических курсах, с 1915 и по 1919 год преподавал в Харьковском коммерческом училище, занимая должность заведующего кабинетом естественной истории и руководителя практических занятий. В сентябре 1919 году был мобилизован рядовым в артиллерию Добровольческой армии, но в Новороссийске заболел возвратным тифом и участия в боевых действиях не принимал.
С апреля по июль 1920 года работал инструктором Отдела народного образования Новороссийска. В это же время вместе с профессором В. М. Арнольди приступил к организации Новороссийской биологической станции, став её заведующим в июле 1920 года. Вплоть до 1924 года В. А. Водяницкий с женой — Н. В. Морозовой-Водяницкой являлись единственными постоянными научными сотрудниками станции. Начиная с 1922 года, после отъезда В. М. Арнольди в Москву, руководил станцией уже в должности директора, вплоть до 1931 года.
С 1931 года (с перерывом в 1939—1944 годах, когда преподавал в Ростовском государственном университете) работал на Севастопольской биологической станции, преобразованной в 1963 году в Институт биологии южных морей им. А. О. Ковалевского АН Украины, в должности заместителя директора, фактически заведующего станцией (1930—1938) и директора (1944—1968). Руководил экспедициями в Чёрное, Средиземное и Красное моря. В 1968 году по состоянию здоровья ушёл на пенсию.
Доктор биологических наук (1934), профессор (1941). Член-корреспондент АН УССР (1957).
Умер в Севастополе от инфаркта миокарда 30 ноября 1971 года.

## Награды
- орден Ленина
- орден Трудового Красного Знамени (10.06.1945)
- медали
- Заслуженный деятель науки Украинской ССР (1968)

Могила Водяницкого на кладбище Коммунаров в Севастополе.

## Память
Имя «Профессор Водяницкий» присвоено научно-исследовательскому судну ИнБЮМ (1976).

## Семья
Дочь — актриса Галина Владимировна Водяницкая.
Дочь — Вероника Владимировна Водяницкая.

## Научные труды
- Биологический баланс Чёрного моря // Материалы Гос. Гидрологического института. — 1933.
- Естественно-историческое и промысловое районирование Чёрного моря у берегов (с картой). Материалы Госплана. — М., 1936
- К экологии и истории рыб Чёрного моря // Тр. НБС им. В. М. Арнольди. — 1940. — Т. 2, вып. 3, — С. 21—29.
- К вопросу о биологической продуктивности Чёрного моря // Тр. ЗИН АН СССР. — 1941. — Т. 7, вып. 2. — С. 3—43
- О естественно-историческом районировании Чёрного моря и в частности у берегов Крыма // Тр. СБС. — 1949. — Т. 7. — С. 249—255.
- Допустим ли сброс отходов атомных производств в Чёрном море // Природа. — 1958. — № 2. — С. 46—52.
- Биологические исследования в южных морях // Гидробиол. журнал. — 1968. — Т. 4, № 1.
- В. А. Водяницкий. Записки натуралиста // М.: Наука, 1975. — 192 с.